# Kościół Świętego Jana Chrzciciela w Zdunach
Kościół Świętego Jana Chrzciciela w Zdunach – rzymskokatolicki kościół parafialny w mieście Zduny. Należy do dekanatu Zduny. Mieści się przy ulicy Kobylińskiej.
Obecna barokowa budowla, wybudowana została w latach 1719–1733, dzięki ówczesnemu księdzu proboszczowi - Antoniemu Baczewskiemu. W 1733 roku została dobudowana do niej kaplica Opatrzności Bożej z osobnym chórem i organami.
Barokowe wnętrze budowli pochodzi z przełomu siedemnastego i osiemnastego wieku. W świątyni mieści się pięć ołtarzy bocznych, w jednym z nich jest umieszczona siedemnastowieczna drewniana Pietà - pozostałość po dawnej świątyni. Z lewej i prawej strony ołtarza głównego (z połowy XVII stulecia) są umieszczone rzeźby świętych Apostołów: Piotra i Pawła. Należy także zwrócić uwagę na drewnianą, bogato dekorowaną ambonę, kropielnicę z połowy XVIII stulecia oraz rokokowy konfesjonał z XVIII stulecia. Wieża świątyni, jest zakończona blaszanym, barokowym hełmem, wyposażonym w dwie latarnie.